# Pavillon de Breteuil
Pour les articles homonymes, voir Breteuil.
Le pavillon de Breteuil est un ancien trianon du château de Saint-Cloud (aujourd'hui détruit), situé dans le domaine national de Saint-Cloud dans les Hauts-de-Seine (adresse postale rattachée à Sèvres). Il sert de siège depuis 1875 au Bureau international des poids et mesures (BIPM).

## Histoire du pavillon

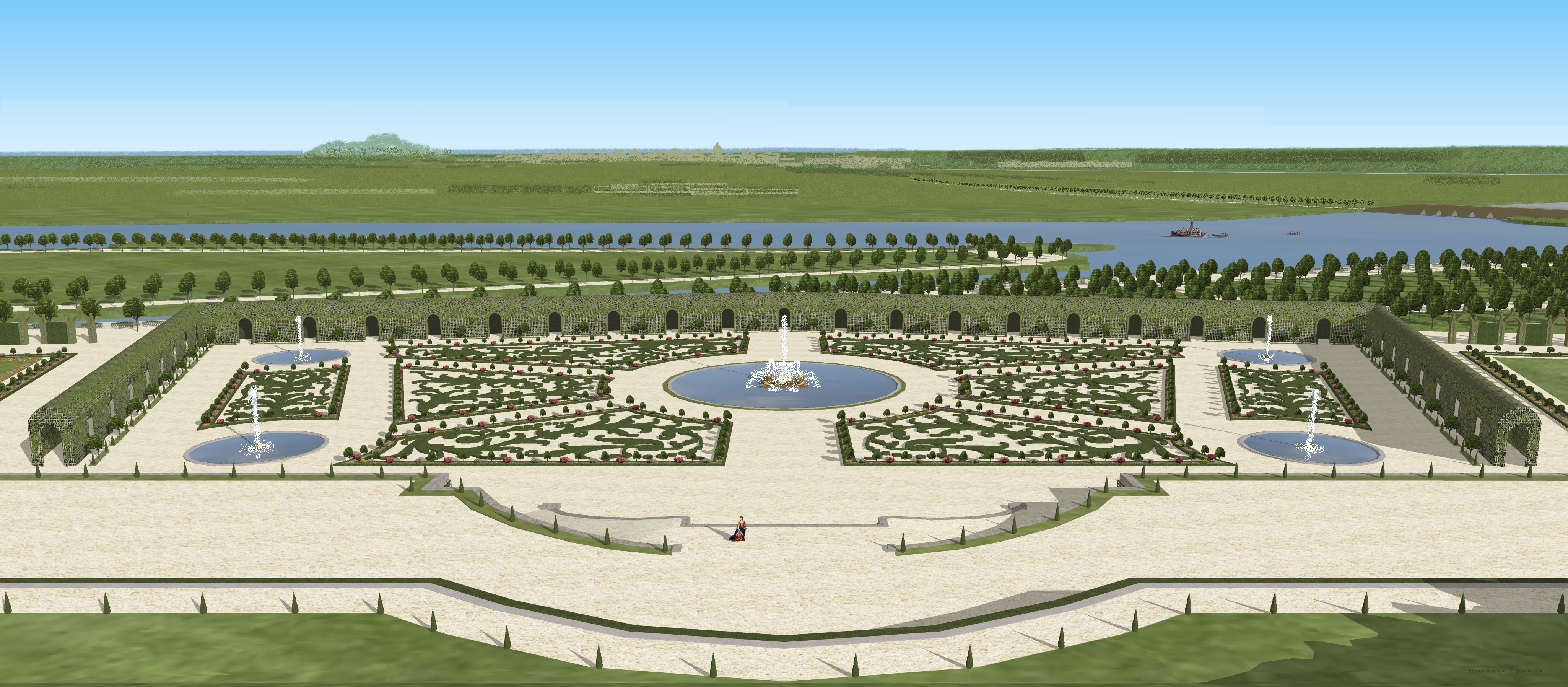
Restitution de la vue depuis la terrasse de l'ancien Trianon de Saint-Cloud, vers 1680.

L'origine du pavillon de Breteuil remonte au trianon construit par l'architecte Thomas Gobert pour Monsieur, duc d'Orléans, créateur du parc de Saint-Cloud. Le bâtiment fut inauguré par Louis XIV en 1672. Néanmoins, une gravure de 1674 montre qu'à cette date, le bâtiment, encore asymétrique, n'était pas achevé. Il fut terminé au début des années 1680 et utilisé, à partir de cette date, comme pavillon de fêtes. Il surplombait une terrasse qui existe encore de nos jours et un terrain en pente raide descendant jusqu'à la fontaine de Vénus, créée en 1673 par André Le Nôtre au centre du « Grand Parterre » (ensemble aujourd'hui disparu).

### Le pavillon du mail
Sous la régence de Philippe d'Orléans (1674–1723), le Trianon fut transformé en ermitage et prit le nom de « pavillon du Mail » sous Louis d'Orléans. En 1743, celui-ci le fit remanier pour le mariage de son fils Louis-Philippe d'Orléans (1725–1785), duc de Chartres, et de la princesse Louise-Henriette de Bourbon-Conti (1726–1759), puis il en fit la résidence de l'abbé de Breteuil, chancelier de la maison d'Orléans.
En 1785, un neveu de ce dernier, le baron de Breteuil, ministre de la Maison du Roi de Louis XVI, négocia avec succès le rachat par le roi du domaine de Saint-Cloud et, en remerciement, fut autorisé à établir sa résidence au pavillon du Mail, qui prit désormais le nom de « pavillon de Breteuil ».

### Le pavillon d'Italie
Celui-ci fut confisqué comme bien national en 1793. Lorsque le baron de Breteuil revint d'émigration en 1802, il tenta, mais sans succès, d'en obtenir la restitution. Occupé par l'armée en 1799, le pavillon avait été sérieusement endommagé. Napoléon Ier, qui fit de Saint-Cloud sa résidence favorite, le fit restaurer et transformer et lui donna l'aspect qu'il a conservé jusqu'aujourd'hui. Sous l'Empire, ce pavillon porta aussi le nom de « pavillon d'Italie ». Il accueillit en 1807 Jérôme Bonaparte, roi de Westphalie, et son épouse Catherine de Wurtemberg puis, en 1810, Caroline Murat, reine consort de Naples et, en 1811, Louis Bonaparte, roi de Hollande et son jeune fils, le futur Napoléon III.
En 1814, le pavillon fut transformé par l'architecte Le Père pour le comte d'Artois afin que ce dernier pût y prendre des douches. Il fut sérieusement endommagé par les Prussiens. Des travaux de restauration furent engagés en 1817. Mais la destination finale du bâtiment fut l'objet de longues hésitations. Il fut mis à la disposition du garde des Sceaux, le comte de Serre (1820–1822), du vicomte d'Agoult, récemment nommé gouverneur du château de Saint-Cloud (1822), du duc de Blacas d'Aulps, premier gentilhomme de la Chambre (1823–1824), de Maréchal, gouverneur provisoire du château (1830–1831), du duc de Castries, gouverneur du château de Meudon (1831), du comte de Montalivet, intendant de la liste civile (1842–1848).
Après la chute de la monarchie de Juillet en 1848, le pavillon de Breteuil fut affecté au ministère des Travaux publics, qui tenta à plusieurs reprises de louer la propriété, décrite comme « une habitation de plaisance avec jardins et dépendances ». La princesse Mathilde le loua tous les étés de 1849 à 1853.

## Le Bureau international des poids et mesures

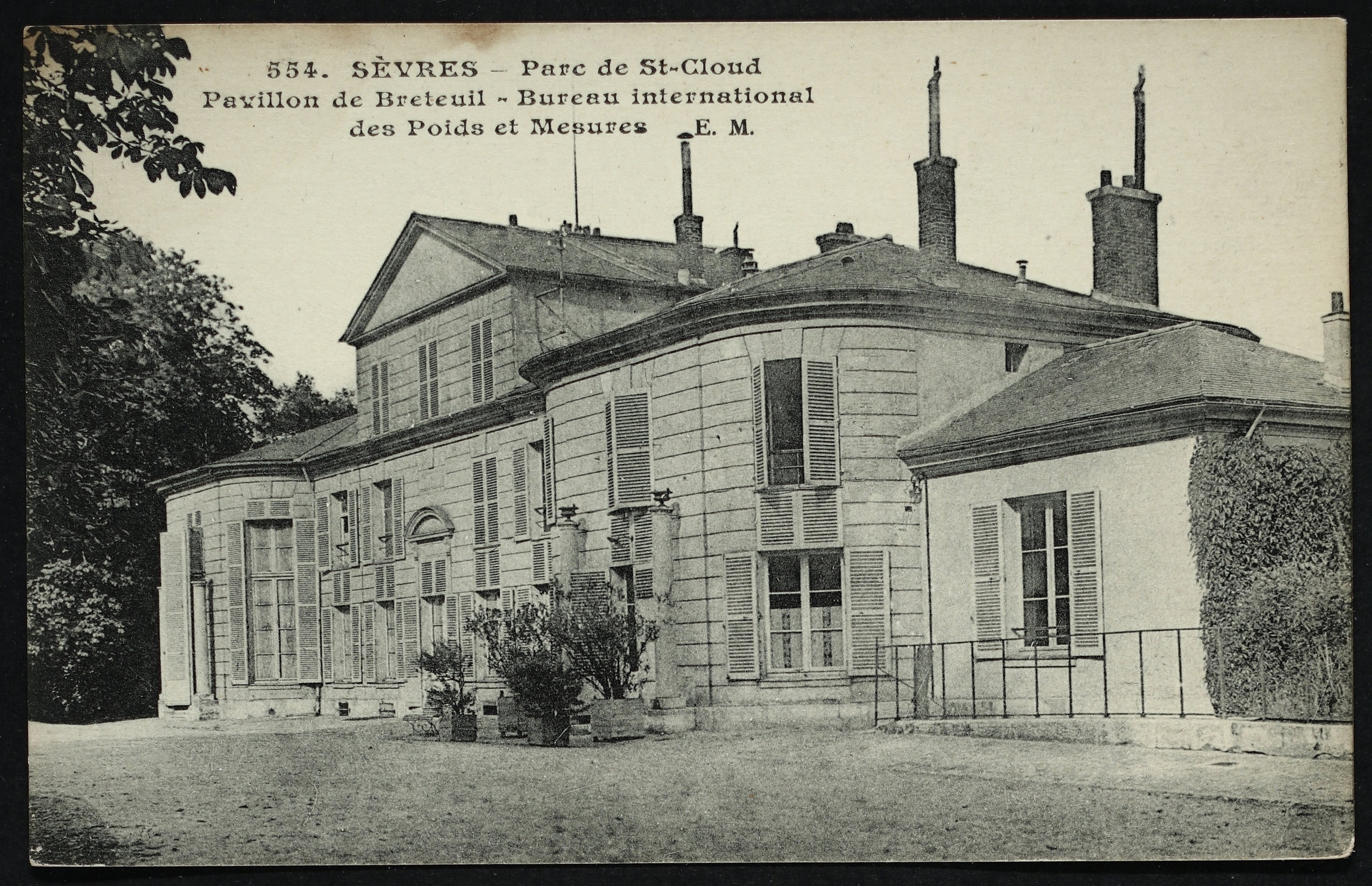
Le pavillon sur une carte postale ancienne.

En 1870, quelques mois avant la chute du Second Empire, Napoléon III avait donné son accord pour l'installation d'un observatoire d'astrophysique au pavillon de Breteuil. Celui-ci fut sérieusement endommagé par des obus français lors du siège de Paris. Il était en ruines en 1875 lorsque le gouvernement français, par la loi du 27 novembre 1875, offrit gracieusement le site au Comité international des poids et mesures pour y installer le Bureau international des poids et mesures (BIPM), établi par la Convention du Mètre, signée à Paris le 20 mai 1875. Restauré, le bâtiment fut mis en service en 1884 et agrandi en 1929.
Le scientifique suisse Pierre-Alfred Chappuis, fils du directeur adjoint de l'époque, y naquit le 5 septembre 1891.
Contrairement à une idée répandue, le pavillon de Breteuil ne bénéficie pas de l’extraterritorialité mais seulement d’une immunité partielle,.